# الدورة 49 لمهرجان قرطاج الدولي
انطلقت فعاليات الدورة 49 لمهرجان قرطاج الدولي يوم  12 جويلية 2013 بإدارة مراد الصقلي

## برنامج الدورة 49 للمهرجان[1]
- 12 جويلية جوقة الجيش الأحمر الروسية
- 13 جويلية وان ريببلك- الولايات المتحدة الأمريكية
- 14 جويلية أوبيرا بيكين
- 16 جويلية تسونامي- مسرحيّة فاضل الجعايبي
- 17 جويلية شاغي
- 18 جويلية الحضرة فاضل الجزيري
- 19 جويلية لانوتي دالا تارنتا إيطاليا
- 20 جويلية شاب خالد
- 21 جويلية زياد غرسة
- 23 جويلية مسترانومز – مسرحيّة عز الدين قنون
- 24 جويلية باتريسيا كاس
- 25 جويلية أيريش سلتيك
- 26 جويلية سمير الوصيف / زهرة الأجنف
- 27 جويلية لطفي بوشناق
- 28 جويلية راجندا كركاني- الهند
- 29 جويلية ساليف كايتا  – مالي / مانو ديبانغو - الكامرون
- 30 جويلية جورج بونسن
- 31 جويلية باكو ديلوتشيا- إسبانيا
- 01 أوت هز يا وز- فيلم إبراهيم اللطيّف
- 02 أوت أسماء المنور / حسن الدهماني
- 03 أوت أليم كاسيموف / محمد مأتمدي- إيران / ازربيدجان
- 04 أوت أكسنت الرومانية
- 05 أوت ماجدة الرومي
- 06 أوت سامي اللجمي
- 07 أوت ماتيو شوفاليي – كوميديا فرنسيّة
- 08 أوت كاظم الساهر / يسرى محنوش
- 12 أوت جون ميشال جار
- 14 أوت كريم زياد / حميد القصري / محمد على كمون
- 15 أوت عمر خيرت
- 16 أوت نوال غشام / حسين الجسمي
- 17 أوت فرقة نار الأناضول التركي